# 러시아 수송부
러시아 연방 교통부(러시아어: Министерство транспорта Российской Федерации)는 러시아 연방에 있는 교통업무를 담당하는 정부 기관의 하나이다.